# Hoya sipitangensis
Hoya sipitangensis är en oleanderväxtart som beskrevs av Kloppenb. och Wiberg. Hoya sipitangensis ingår i släktet Hoya och familjen oleanderväxter. Inga underarter finns listade i Catalogue of Life.